# لا تنگلا اتکینسون
لا تنگلا اتکینسون (انگلیسی: La'Tangela Atkinson؛ زادهٔ ۲۲ مارس ۱۹۸۴) بازیکن بسکتبال اهل ایالات متحده آمریکا است.